# Pfäffikon ZH
| ZH ist das Kürzel für den Kanton Zürich in der Schweiz. Es wird verwendet, um Verwechslungen mit anderen Einträgen des Namens Pfäffikon zu vermeiden. |

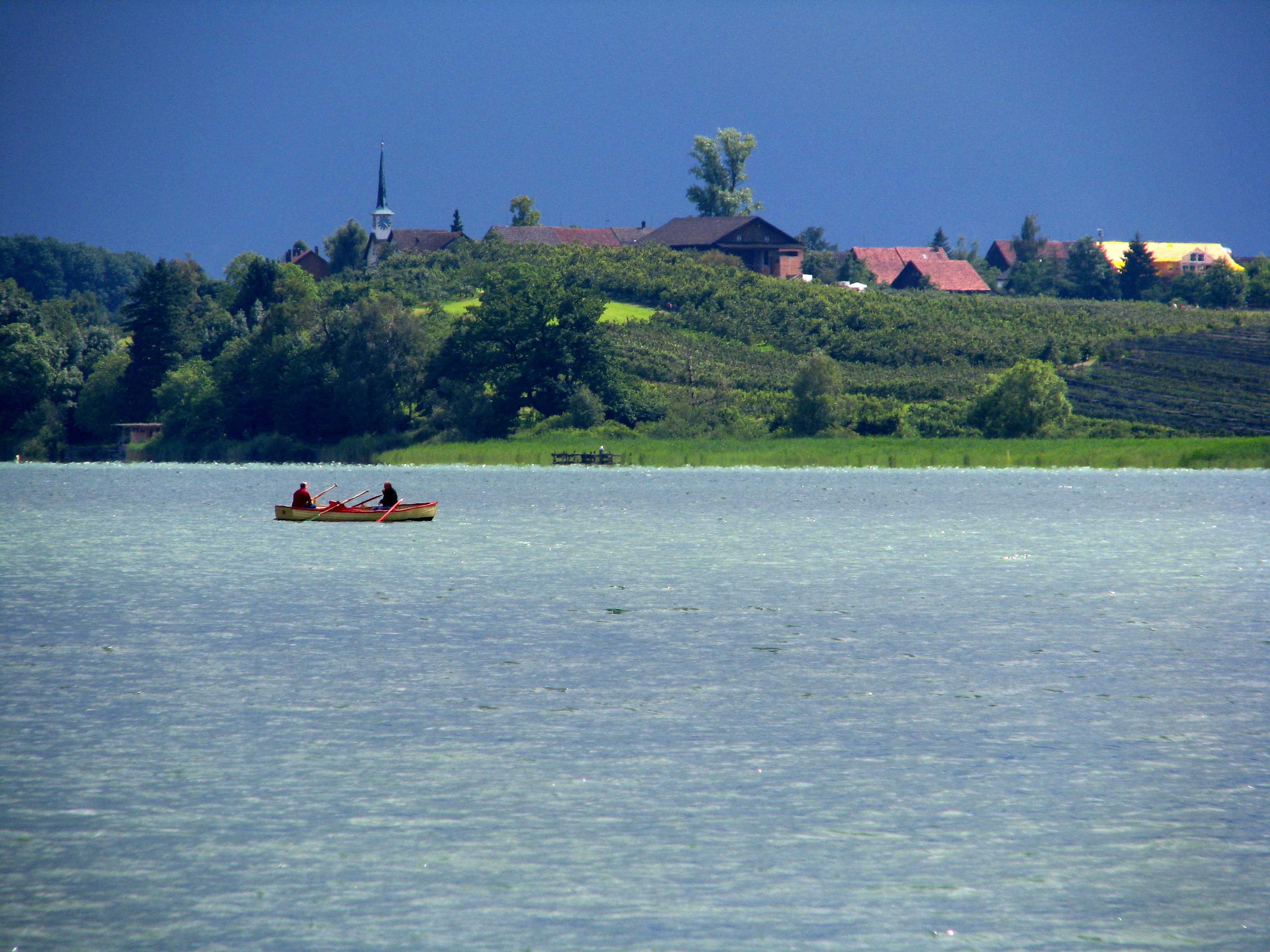
Pfäffikersee, im Hintergrund Seegräben

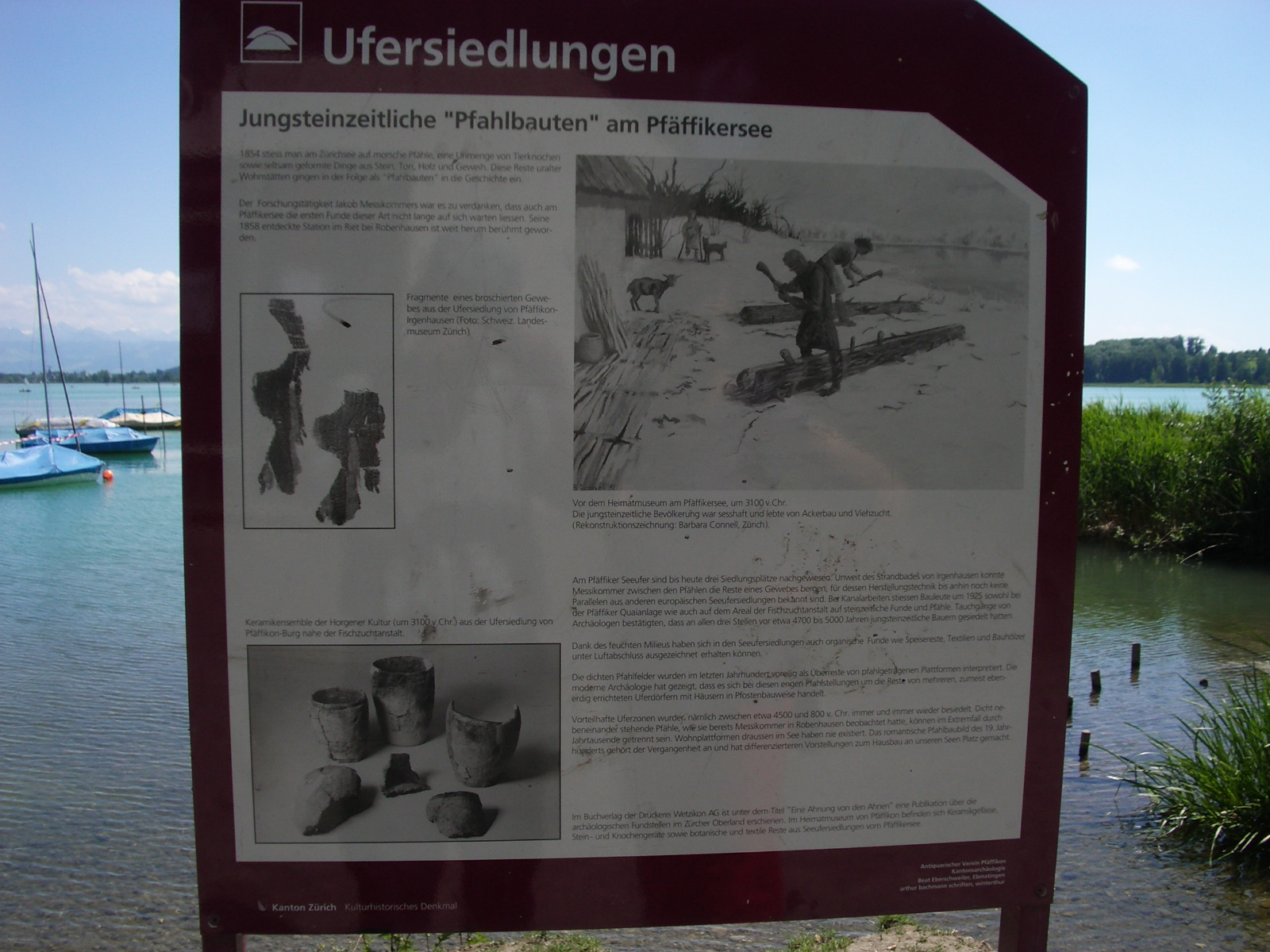
Pfahlbauer am Pfäffikersee

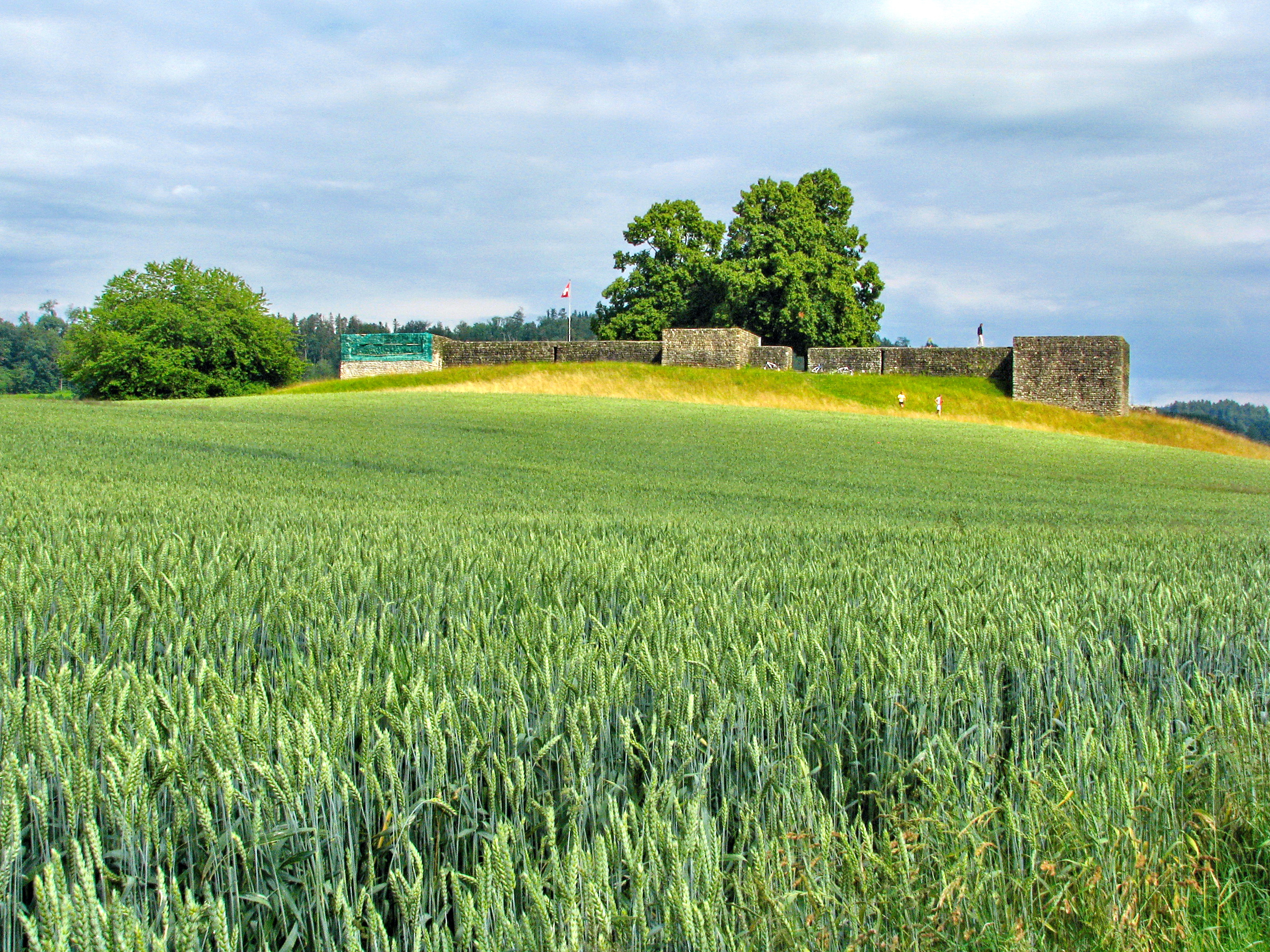
Römisches Kastell Irgenhausen

Historisches Luftbild von 1919, aufgenommen von Walter Mittelholzer

Pfäffikon ist eine politische Gemeinde und Hauptort des Bezirks Pfäffikon im Oberland des Kantons Zürich in der Schweiz.

## Wappen
Blasonierung:
In Rot ein silberner Schrägbalken, belegt mit einem schreitenden roten Löwen

## Geographie
Pfäffikon liegt im Zürcher Oberland am Nord- und Ostufer des nach ihm benannten Pfäffikersees (nicht zu verwechseln mit Pfäffikon SZ am Zürichsee). Die Nachbargemeinden von Pfäffikon sind die Gemeinden Wetzikon, Bäretswil, Hittnau, Russikon, Fehraltorf, Bauma, Wildberg, Seegräben und Uster.
Zur Gemeinde Pfäffikon gehören die Aussenwachten Auslikon, Ober Balm, Unter Balm, Bussenhausen, Irgenhausen, Oberwil, Sulzberg, Hermatswil, Schür, Wallikon, Rick, Ravensbühl, Faichrüti und Rutschberg, bei denen es sich meist um aufgehobene Zivilgemeinden handelt.

## Geschichte
Neolithische Seeufersiedlungen, im Volksmund «Pfahlbaudörfer», sind in Pfäffikon an mehreren Stellen nachgewiesen: In Irgenhausen-Bürglen, 400 m von der Seeufersiedlung «Weberwiesli» entfernt, wurde 1993 ein Steinbeil mit dem Dendrodatum 2765 v. Chr. gefunden. Die Untersuchungen 1997/1998 der pfynzeitlichen Siedlung Pfäffikon-Burg mit Beteiligung der Tauchequipe der Zürcher Stadtarchäologie ergaben eine dendrologische Zeitbestimmung von 3799 v. Chr. Archäologische Bestandsaufnahmen von 1991 und 1997 unter Beizug der Tauchequipe der Stadtarchäologie Zürich ergaben in der Datierung der Pfäffiker Fundstellen im Riet, in Pfäffikon-Burg und der bekanntesten von Wetzikon-Robenhausen übereinstimmende Resultate in die Zeit der Horgener Kultur 3250–2800 v. Chr. Zwei 2003 Im Feld an der Kempttalstrasse freigelegte, spätbronzezeitliche Brandgruben waren 1,5 × 1 m grosse, mit Steinen ausgelegte Ovale und wurden in die Zeit 1054–885 v. Chr. datiert.

## Bevölkerung
| Jahr | Einwohner |
| ---- | --------- |
| 1463 | 385       |
| 1634 | 786       |
| 1799 | 2'271     |
| 1850 | 2'896     |
| 1900 | 2'986     |
| 1950 | 4'784     |
| 2000 | 9'308     |
| 2005 | 9'920     |
| 2010 | 10'602    |
| 2015 | 11'439    |
| 2020 | 12'180    |
| 2022 | 12'362    |

## Politik

### Gemeinderat
Die Exekutive der Gemeinde ist der Gemeinderat, die Legislative die Gemeindeversammlung (mehrere Vorstösse zur Einführung eines Gemeindeparlaments aufgrund der stark gewachsenen Bevölkerung wurden jeweils deutlich abgelehnt).
| Name                  | Ressort                                                                                   | Partei                 |
| --------------------- | ----------------------------------------------------------------------------------------- | ---------------------- |
| Marco Hirzel          | Gemeindepräsident, Behörden & Organisation, Freizeit & Sport, Kultur, Wirtschaft & Arbeit | parteilos (früher SVP) |
| Stefan Gubler         | 1. Vizepräsident, Finanzen und Liegenschaften                                             | FDP                    |
| Lukas Steudler        | 2. Vizepräsident, Bau und Umwelt                                                          | FDP                    |
| Rajka Frei            | Sicherheit und Einwohnerdienste                                                           | SVP                    |
| Hanspeter Hugentobler | Schule                                                                                    | EVP                    |
| Alex Kündig           | Werke (Abfall, Abwasser, Energie, Wasser)                                                 | EVP                    |
| Lukas Weiss           | Gesellschaft (Soziales, Familie & Alter, Jugend & Integration, Gesundheit)                | GP                     |
| Hanspeter Thoma       | Gemeindeschreiber                                                                         |                        |

### Nationale Wahlen
Bei den Nationalratswahlen 2023 betrugen die Wähleranteile in Pfäffikon: SVP 29,93 % (−0,83), SP 15,60 % (+1,81), glp 11,37 % (−0,77), FDP 10,45 % (−0,88), Mitte 9,57 % (+5,13), Grüne 8,72 % (−5,09), EVP 7,20 % (−2,24), EDU 2,35 (−0,16).

## Wirtschaft
1882 wurde in Pfäffikon die Aktiengesellschaft R.+E. Huber gegründet. Diese produzierte Telegrafendrähte und Kabel, aber auch Gummi- und Guttapercha-Waren. 1969 fusionierte das Unternehmen mit der Suhner & Co. AG in Herisau zu Huber+Suhner. Das Fabrikgelände im Dorfzentrum an der Tumbelenstrasse wurde 2011 verkauft und mit Wohn- und Gewerbehäusern neu bebaut; Huber+Suhner betreibt aber weiterhin das Werk Witzberg im Westen der Gemeinde.
Seit 1961 ist Minelli im Maschinenbau tätig und stellte zwischen 1998 und 2001 auch Automobile her.

## Kirchen

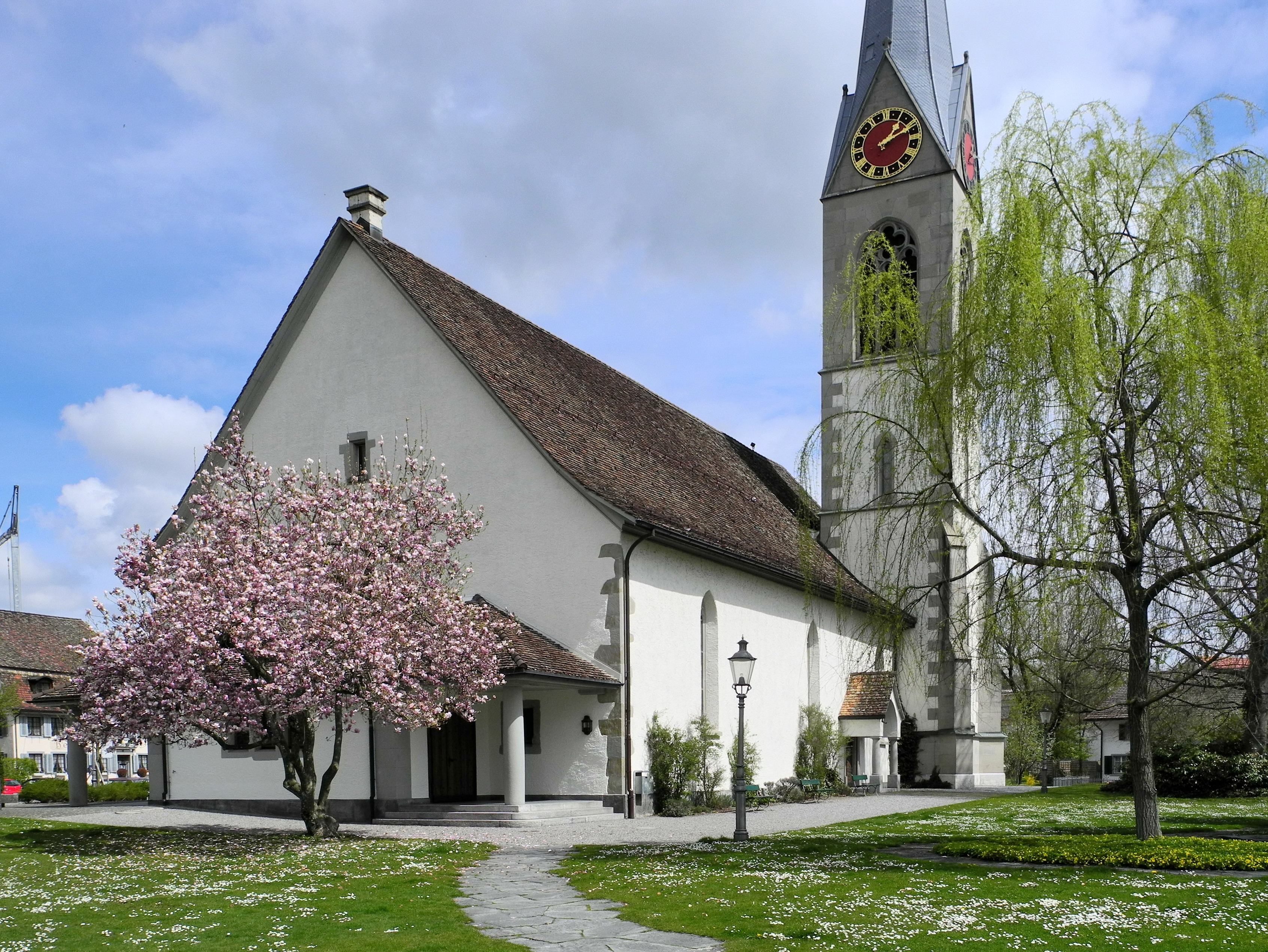
Reformierte Kirche

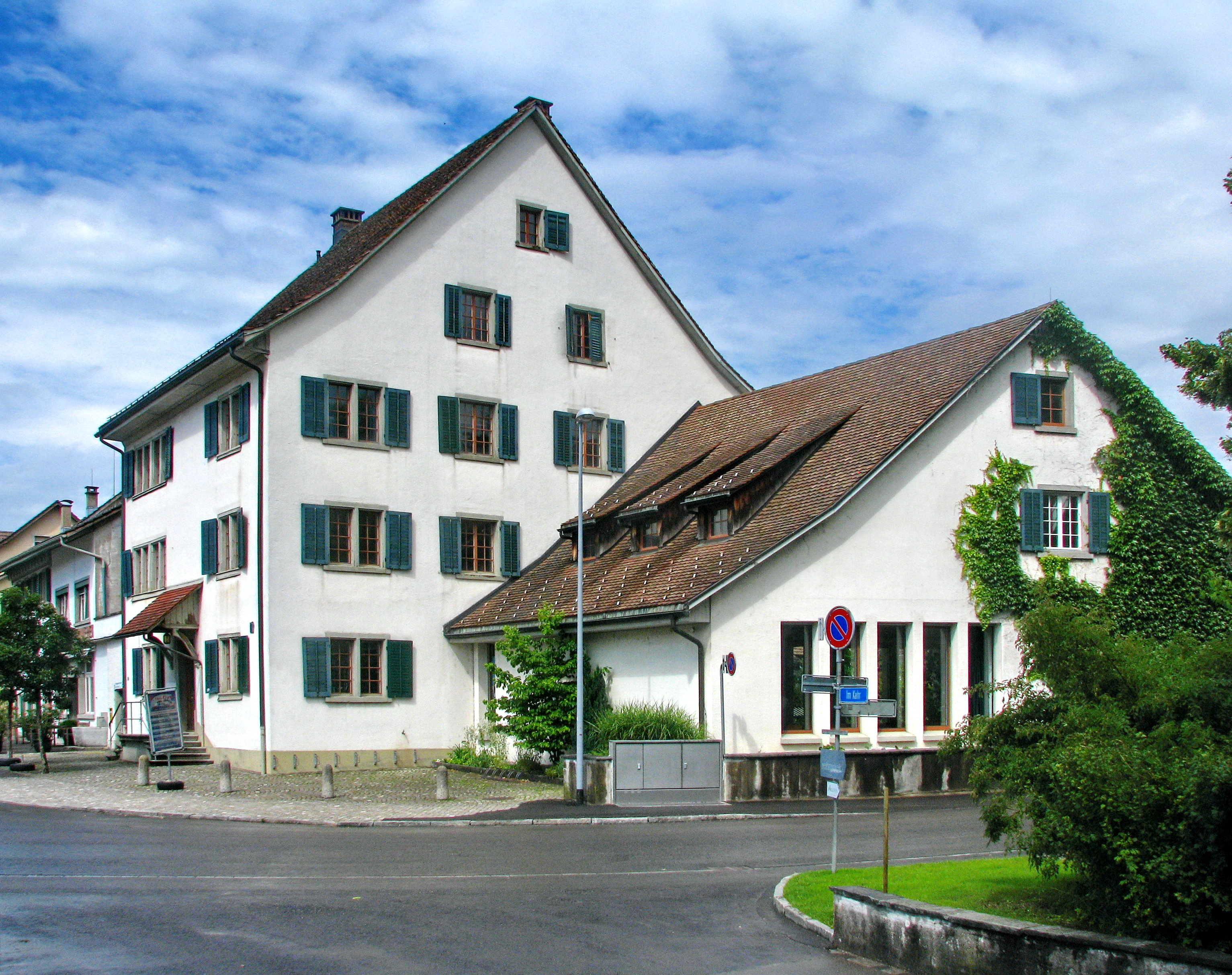
Kirchgemeindezentrum und Pfarrhaus, der ehemalige Amtssitz von Bernhard Hirzel

2010 gehörten 44,81 Prozent der Bevölkerung zur evangelisch-reformierten Kirche und 23,67 Prozent zur römisch-katholischen Kirche, 31,52 % hatte eine andere oder keine Religionszugehörigkeit.
Im Mittelalter wurde erstmals eine Kirche in Pfäffikon am 11. August 811 urkundlich erwähnt. Damals wurden in der Vorhalle der Benignuskirche umfangreiche Schenkungen zugunsten des Klosters St. Gallen notiert. Am 16. Mai 960 kam die Kirche Pfäffikon durch den späteren Kaiser Otto den Grossen an das Kloster Disentis. Im 13. Jahrhundert wurden Kirche und Hof an das Kloster St. Gallen abgetreten. 1275 war Hugo von Breitenlandenberg Verwalter dieser Güter. 1488 wurde eine Pfarrkirche mit neuem Chor und Schiff gebaut. Nach der Reformation in Zürich ab dem Jahr 1523 wurde auch in den zürcherischen Untertanengebieten die Reformation durchgeführt und die mittelalterliche Kirche fortan für den reformierten Gottesdienst verwendet. An die mittelalterliche Kirche wurde 1890 der heutige, 52 Meter hohe Kirchturm errichtet.
Die römisch-katholische Kirche St. Benignus wurde in den Jahren 1962 bis 1963 an der Stelle eines Vorgängerbaus aus dem Jahre 1925 errichtet. Das Patrozinium an den hl. Benignus greift die Weihe der mittelalterlichen Kirche von Pfäffikon auf.
In Pfäffikon gibt es zudem die Kirche Neuhof der Evangelischen Täufergemeinde und die Viva Kirche (ehemals Chrischona-Gemeinde).

## Verkehr

### Zugsverkehr
Die Gemeinde ist seit dem 3. Mai 1876 mit der Eröffnung der Bahnstrecke Effretikon–Hinwil durch die Eisenbahngesellschaft Effretikon–Pfäffikon–Hinweil (EH) durch den Bahnhof Pfäffikon an das schweizerische Eisenbahnnetz angeschlossen.
Der Bahnhof Pfäffikon wird heute durch die S 3 (Bülach –) Hardbrücke – Zürich HB – Effretikon – Wetzikon  der S-Bahn Zürich im Halbstundentakt bedient. Während der Hauptverkehrszeiten verkehrt seit dem 13. Dezember 2015 zusätzlich die S 19 (Koblenz – Baden –) Dietikon – Zürich HB – Wallisellen – Effretikon (– Pfäffikon ZH)  bis nach Pfäffikon. Am Wochenende fährt im ZVV-Nachtnetz auch die SN8 Pfäffikon ZH – Wallisellen – Zürich HB – Thalwil – Lachen .
Auf dem Streckenabschnitt zwischen Pfäffikon und Fehraltorf geschah am 12. September 1982 eines der schwersten Eisenbahnunglücke der Schweiz: Ein Reisebus, in dem Mitglieder des Turn- und Sportvereins Schönaich (Deutschland) unterwegs waren, wurde auf dem Bahnübergang an der Kempttalstrasse am nördlichen Dorfrand von einem Regionalzug erfasst. Die Barrieren wurden damals noch von Hand bedient; aufgrund einer Verspätung des Zuges hatte die Barrierenwärterin den Bahnübergang irrtümlich bereits wieder freigegeben. Insgesamt starben 39 Passagiere des Busses.

### Buslinien
Es existieren folgende Buslinien, die durch die Postauto AG bedient werden:
- 825 Bahnhof Pfäffikon – Russikon – Madetswil – Wildberg – Turbenthal
- 826 Bahnhof Pfäffikon – Russikon – Theilingen
- 830 Bahnhof Pfäffikon – Wermatswil – Bahnhof Uster
- 831 Bahnhof Pfäffikon – Russikon – Rumlikon – Fehraltorf Bahnhof
- 833 Bahnhof Pfäffikon – Hermatswil – Schalchen – Wila Bahnhof
- 835 Bahnhof Pfäffikon – Hittnau – Saland – Juckern – Bahnhof Bauma
- 837 Bahnhof Pfäffikon – Hittnau
- 859 Bahnhof Pfäffikon – Auslikon – Kempten – Bahnhof Wetzikon

### Strassen
Pfäffikon liegt an der Hauptstrasse Hinwil–Wetzikon–Winterthur, an der Kreuzungsstelle der Querverbindung nach Uster im Glatttal und über Hittnau nach Saland im Tösstal. Nächstgelegene Autobahnanschlüsse sind Uster Nord an die A15 Oberlandautobahn und Effretikon an die A1.

## Sehenswürdigkeiten
- Römerkastell Irgenhausen
- Museum am Pfäffikersee (bis 2010: Heimatmuseum) der Antiquarischen Gesellschaft Pfäffikon[22]
- Schreibmaschinenmuseum Beck
- Museum Eva Wipf im alten Gerichtsgebäude

## Kultur
Seit 2004 findet direkt am See das Reeds-Reggae-Openair statt, welches über die Region hinaus viele Leute anzieht.
2007 wurde das Pfäffiker Kammerorchester «Amici dell’arte» durch den Dirigenten Marcel Blanchard gegründet. Seither führte das Orchester drei klassische Konzerte pro Jahr durch. 2019 wurde das Orchester nach dem Abgang von Blanchard aufgelöst-
Vom 20. bis 22. Mai 2011 fand das grosse Pfäffikerwält-Fest im Zentrum Pfäffikons statt. Die ganze Schule und über 50 Vereine feierten 1200 Jahre Pfäffikon und das alle zehn Jahre stattfindende Jugendfest.
Seit 2002 hat der Walti Bräm Verlag als einer der führenden Unterstufen-Lehrmittelverlage der Schweiz seinen Sitz in Pfäffikon.

## Persönlichkeiten (Auswahl)
- Eduard Suter (1820–1891), Jurist und Politiker
- Johann Caspar Bosshardt (1823–1887), Kunstmaler
- Albert Kündig (1838–1908), Unternehmer und Politiker
- Jakob Heusser-Staub (1862–1941), in Irgenhausen geborener Industrieller
- Emil Hardmeier (1870–1935), in Wallikon geborener Lehrer und Nationalrat
- Alex Crisovan (1919–2012), Schachjournalist, -autor und -funktionär, wohnte und verstarb in Pfäffikon
- Hansjörg Erny (1934–2019), Fernsehmoderator und Schriftsteller, wohnte und verstarb in Pfäffikon
- Ruth Kruysse-Morof (1942–1992), Textilkünstlerin und Malerin
- Roland und Matthias Portmann (* 1976), Comedy-Duo Die Zwillinge (Comedy)
- Jonas Gruber (* 1977), Schauspieler
- Jan-Andrea Bard (* 1981), Jazzmusiker
- Pascal Schmuki (* 2004), Unihockeyspieler